# Ruger Red Label
Le Ruger Red Label est un fusil de chasse fabriqué par la firme Sturm Ruger depuis la fin des années 1970.

## Présentation
Il dispose de deux canons superposés et fonctionne grâce à des chiens interne et une mono-détente sélective. Sa vision est fixe. Sa monture comprend une crosse pistolet et un devant fabriqués en noyer.

## Variantes encalibre 12
- Appellation US : Red Label 12 GA
  - Introduction : 1982
  - Chambre : 76 mm
  - Canons :
    - nombre : 2
    - Longueur : 66/71/76 cm

  - Longueur du fusil : 109/114/119 cm
  - Masse du fusil vide : 3,4/3,5/3,6 kg
  - Capacité : 2 coups

## Sources
- (en) Layne Simpson, « Ruger Red Label Review », 15 mai 2014
- articles parus dans Le Chasseur français